# Cassiope tetragona
Espèce
Classification APG III (2009)
Cassiope tetragona est une espèce de plante à fleurs du genre Cassiope appartenant à la famille des Ericaceae que l'on trouve dans les régions arctiques du nord de la Scandinavie, à l'île de Spitzberg, dans la péninsule de Taïmyr, dans les régions boréales de la Russie, de l'Alaska, du Canada et du Groenland. Elle a d'abord été décrite par Carl von Linné sous le nom d'Andromeda tetragona dans son ouvrage Flora Lapponica en 1737, puis dans Species plantarum en 1753. Elle a été intégrée avec d'autres espèces dans le nouveau genre Cassiope par David Don en 1834.

## Description
Cette espèce typique de la toundra arctique et subarctique est une petite plante vivace poussant en buissons nains densément branchus dont les tiges mesurent entre 8 et 20 cm. Ses feuilles nervurées possèdent un pédoncule long et arqué. Ses fleurs aux pétales de couleur blanche et aux sépales de couleur rougeâtre se présentent en forme de clochettes solitaires.

## Sous-espèces
- Cassiope tetragona subsp. tetragona (L.) D.Don, dans les régions arctiques
- Cassiope tetragona subsp. saximontana (Small) A.E. Porsild[2], plus au sud dans les montagnes du nord de l'Amérique du Nord